# Clayton (Tarzan)
 For alternative betydninger, se Clayton. (Se også artikler, som begynder med Clayton)
Clayton er en fiktiv karakter fra The Walt Disney Companys film Tarzan. Stemmen er indtalt af skuespiller Brian Blessed og dubbet til dansk af skuespiller Jørn Gottlieb.
Clayton bliver ikke direkte beskrevet som person i de originale Tarzan bøger af Edgar Rice Burroughs, som filmen er baseret på. I romanerne er Clayton et efternavn i Tarzans familie, selv hedder han John Clayton. I filmen fremstår Clayton derfor som en kombination af to elementer fra originalen: dels Tarzans fætter William Cecil Clayton, en rival i trekantsdramaet mellem Jane i den første roman, Tarzan, Abernes konge dels Nikolas Rokoff, seriens første sande skurk, som optræder i den anden bog Tarzan vender tilbage. Imidlertid er ingen af disse to mænd jægere. 
Randy Haycock, den tilsynsførende animator for Clayton, fortæller i et interview på filmes specialudgave DVD på dobbelt disken: "Vi prøvede at finde at finde et enkelt ord til at beskrive karakteren, og det ord vi så fandt var: karismatisk. Han er meget brutal og ondskabsfuld, og den karismatiske og charmerende del af ham er blot til for skjule hans sande natur og hensigt".

## Filmen handling
I filmen er Clayton som guide for Jane Porter og hendes far, professor Porter, på en ekspedition til Afrika i søgen efter gorillaer, men hans sande plan er at jage gorillaer for at sælge dem på det sorte marked. Han er arrogant og stoler fuldkommen på sine egne evner og uovervindelighed.
Med sit første møde med Tarzan gør Clayton adskillige forsøg på at lokke gorillaerne opholdsted ud af ham. Alle forsøg mislykkedes. 
Sammen med sine arbejdere pakker han sammen og gør sig klar til at forlade Afrika sammen med Jane og professoren. Ved at manipulere Tarzans følelser over for Jane overbeviser han abemanden om, at de vil blive i Afrika, hvis han fører dem til gorillaerne, hvilket han gør. Kerchak, leder-gorillaen, bliver rasende over, at menneskerne træder ind på gorillaernes territorium. Han angriber Clayton, som er i færd med at trække sin riffel frem.
Heldigvis for Clayton formår Tarzan at berolige den arrige gorilla. Udstødt af Kerchak går han ind på at tage til England sammen med Jane og professoren, kun for at erfare overraskelsen og blive sat i fangeskab af Clayton lige så snart, at han når op på dækket. Nu hvor skurken ikke længere behøver dem, vil han bare skaffe dem af vejen, så han og hans kammerater kan fange gorillaer. 
Det lykkedes dog heltene at undslippe og befri gorillaerne. Clayton konfronterer Tarzan i et endeligt opgør, hvor kampen udspiller sig i trætoppene. Da han bliver viklet ind i lianer, forsøger Clayton i blindt raseri at skære sig fri; det resluterer i, at han besegler sin egen skæbne, da den sidste lian, som han hænger fast i, sidder omkring hans hals. Han styter omgående i døden.

### Alternativ slutning
Det blev lavet en alternativ slutning til den originale film. Her ser vi Clayton og Tarzan kæmpe på en båd, mens Clayton har fanget nogle af gorillaerne i bure og prøver at slippe væk sammen med sine håndlangere. 
I denne version forsøger Clayton at bekæmpe Tarzan med en maskinpistol og en daggert, imens han omtaler Tarzan som et vildt dyr og ikke et menneske. Det minder om konstateringen i den egentlige slutning. I denne udgave dør han, da nogle tønder fyldt med olie bryder i brand i kampens hede. Clayton bliver af Tarzan hæftet fast af sin kniv og er ikke i stand til at springe overbord sammen med Tarzan, inden båden eksploderer. 
Denne slutning blev droppet, da man mente, at det var mere passende at lade det endelige opgør udspille sig i junglen og lade junglen spille en rolle i Claytons undergang (lianen omkring hans hals). De ville også gøre Clayton mere animalsk og lægge mere vægt på at gøre hans kampteknik dyrisk. Deraf har han meget lidt dialog i den endelige version, bortset fra hans xenofobiske bemærkning og er meget mere voldelig i sine angreb. Den alternative slutning kan ses på special udgaven 2 disk DVD'en.

## I andre medier

### Legenden om Tarzan
Selv om Clayton mere eller mindre mindre medvirker i tv-serien Legenden om Tarzan, så gør hans søster fru Waltham (stemmen er på engelsk indtalt af Amanda Donohoe) og på dansk dubbet af skuespiller Puk Scharbau. Hun (eller rettere sagt, hendes tjener, Hobson) kidnapper Jane, Tantor, Terk og professoren, og placerer dem i hver deres egen livsfarlige fælde. Herefter giver hun Tarzan en dødelig gift (via pusterør) og informerer ham om at hun har lagt modgiften langt væk på et utilnærmligt bjerg, som hun kalder "Claytons Tinde". Tarzan kan nu enten lide som hun gjorde (og miste dem som han elsker), eller at lide som Clayton gjorde (og dø). Tarzan prøver at overbevise Lady Waltham om, at han ikke dræbte Clayton, men at det var et uheld. Hendes had har blindet hende, og hun tror ham ikke. Tarzan vælger at redde alle dem han elsker. Til sidst, hvor han er lige ved at dø, vil han for at redde Jane hente modgiften. Da han konstaterer, at han ikke har noget valg, redder han Jane. Det får Lady Waltham til at indse at Tarzan med hjerte og omsorg umuligt kunne have dræbt Clayton. Hun giver Tarzan modgiften og beder om forladelse. Tarzan forstår hende, da han har været igennem noget lignende.
Dette afsnit, som hedder Tarzan and the Gauntlet of Vengeance, viser også en scene fra filmen som serien er baseret på. Nemlig der hvor Clayton ved et uheld hænger sig.
Clayton "medvirker" også i seriens første afsnit, som hedder "Tarzan and the Race Against Time", da Tarzan bliver bidt af en edderkop, der får ham til at hallucinere. På grund af det forveksler han professor Porter, som holder en bamusstok, med Clayton og hans riffel. 

### Kingdom Hearts
Clayton medvirker i Playstaion 2 spillet, Kingdom Hearts, hvor han ledsager Jane i junglen. Hans mål er at jage gorillaer under påskud af at foretage undersøgelser med Jane. Desperat efter at finde gorillaerne, beder han Tarzan om at føre sig og Jane til gorillaerne, men Tarzan nægter. 
Clayton begiver sig så hen til det gamle træhus for at finde Terk. Han sigter på Terk med sin riffel, men før at han kan nå at skyde, afbryder Sora og kompagni ham. Clayton hævder at han at han bare sigtede på en slange, men de andre tror ham ikke. De tager tilbage til lejren for at fortælle Jane, hvad der er sket. Jane skælder Clayton ud for hans handlinger og forbyder ham at nærme sig gorillaerne igen. Fustreret stormer han ud og sværger højtideligt, at han vil finde gorilaerne om det så er det sidste han gør.
Imidlertid bringer mørket i Claytons hjerte the Heartless til sin verden. Ved brug af the Heartless, fanger han gorillaerne, og Jane tager han til fange. 
I det endelige opgør med Clayton, får han fra en usynlig Heartless, som hedder Stealth Sneak. Efter at de begge er besejret, snubler Stealth Sneak og knuser ved et ulykkestilfælde Clyton med dets dødelige ånde. 
Blessed genoptager rollen som Clayton i den engelske version, og Banjō Ginga indtaler den Japanske stemme.